# Коловодник лісовий
Коловодник лісовий (Tringa ochropus) — вид сивкоподібних птахів родини Баранцеві (Scolopacidae).

## Поширення
Ареал коловодника лісового простягається всієї субарктичною Європою та Азією від Данії і Скандинавії до Сибіру, й на північ — до Білого моря. Перебування в у вказаних регіонах обмежується тільки гніздовим періодом, що триває 2 місяці. Зимує у Південній Європі, Південно-Східній Азії та тропічній Африці. В Україні гніздиться на Поліссі та заході Лісостепу. Під час міграцій трапляється скрізь. Оселяється він на лісових болотах, берегах лісових річок, озер, та навіть найменших водойм на всій території лісової і лісостепової зони.

## Опис
Довжина тіла сягає 21-24 см. Розмах крил — 45 см. Вага становить 75-105 г. Тривалість життя — 8-11 років. Коловодник лісовий за розмірами дещо більший за шпака. Спина, поперек і верх оливково-чорні, з білими цятками і рисками. У польоті видно коротенький білий хвіст і надхвістя, але якщо придивитись зблизька, можна розгледіти 2-3 широкі чорні поперечні смуги на кінці хвоста. Низ тулуба білий. Махові пера і низ крил чорні. Дзьоб сірий, на кінці темний. Ноги оливкові, у польоті трохи виступають за хвостом. Чорна спина і біле надхвістя дуже контрастують. У позашлюбному вбранні птахи мають трохи світліший верх. Цей птах дуже рухливий і верткий.

## Спосіб життя
Тримається поблизу прісних водойм. Трапляється в місцях, що незручні для інших баранцевих, які полюбляють велике і чітке коло огляду. Птах активний у сутінковий час. Часто сідає на гілки дерев. Для нього характерне постійне хитання хвостом. Стривожений птах зривається із землі або гілки дерева з різким криком «кік-кік-кік». Політ дещо незвичайний: помахи крил нерівномірні, перед тим як торкнутись землі він раптово починає робити різні повороти і ковзання. Веде поодинокий спосіб життя. Цей коловодник відзначається обережністю. Живиться він водними комахами, молюсками, ракоподібними, а також збирає мертвих мальків риб. Чисельності птахів може загрожувати лісовий дренаж та ліквідація дрібних боліт.

## Розмноження

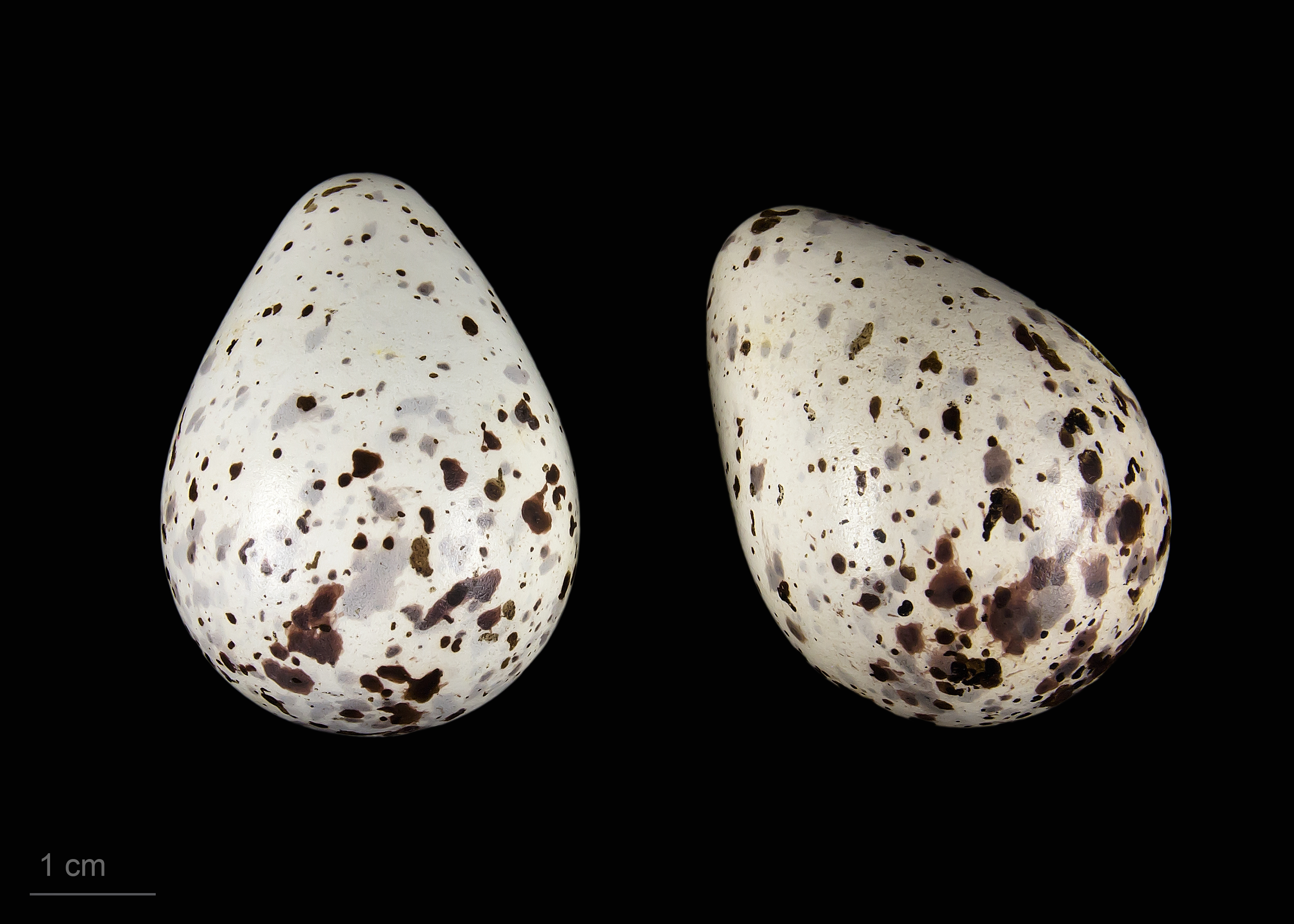
Яйця коловодника лісового в оологічній колекції (Тулузький музей)

На гніздування коловодник лісовий прилітає в березні — квітні. Самці починають токувати (літають колами над лісом, ганяючись один за одним). На відміну від більшості своїх родичів, він гніздиться не прямо на землі, а на дереві, займаючи старі гнізда дроздів, ворон, сойок та інших птахів. Іноді виганяє птахів і викидає їх яйця. На гнізді веде себе дуже тихо. Обрані гніздові ділянки можуть займатися впродовж десятиліть. Кладка 1 раз на рік, з 4 зеленуватих з бурими цятками яєць. Насиджує переважно самка, 19-20 діб. Пташенята через 2-3 доби після вилуплення покидають гніздо, але залишаються ще деякий час з батьками біля водойми до підйому на крило.